# كريستين باورز
كريستين باورز (بالإنجليزية: Kirsten Powers)‏ هي صحفية وكاتبة العمود أمريكية، ولدت في 1969 في فيربانكس في الولايات المتحدة.